# Dendromus mystacalis
Dendromus mystacalis је врста глодара (Rodentia) из породице Nesomyidae.

## Распрострањење
Ареал врсте Dendromus mystacalis обухвата већи број држава.
Врста има станиште у Етиопији, Јужноафричкој Републици, Анголи, ДР Конгу, Замбији, Зимбабвеу, Мозамбику, Кенији, Танзанији, Лесоту, Малавију, Руанди, Свазиленду и Уганди.

## Станиште
Станишта врсте су саване и травна вегетација. Врста је по висини распрострањена до 1.500 метара надморске висине.

## Угроженост
Ова врста је наведена као последња брига, јер има широко распрострањење и честа је врста.